# Oleszka (Barciany)
Oleszka (deutsch Friedrichshof) ist eine verwaiste Ortsstelle in der polnischen Woiwodschaft Ermland-Masuren. Sie liegt im Gebiet der Gmina Barciany (Barten) im Powiat Kętrzyński (Kreis Rastenburg).

## Geographische Lage
Oleszka liegt in der nördlichen Mitte der Woiwodschaft Ermland-Masuren, zwölf Kilometer südlich der einstigen Kreisstadt Gerdauen (heute russisch Schelesnodoroschny) bzw. 21 Kilometer nordwestlich der heutigen Kreismetropole Kętrzyn (deutsch Rastenburg).

## Geschichte
Der um 1912 auch Friedrichshoff genannte kleine Ort war vor 1945 ein Vorwerk zu Skandau (polnisch Skandawa) im ostpreußischen Kreis Gerdauen. Im Jahre 1905 zählte es 71 Einwohner.
Seit der Überstellung des gesamten südlichen Ostpreußen in Kriegsfolge 1945 an Polen trägt Friedrichshof die polnische Namensform „Oleszka“. Es ist heute unbewohnt, auch gibt es kein Gebäude, und der Ort gilt als verlassener Weiler (polnisch Opuszczony przysiółek osady) der Siedlung Frączkowo (deutsch Fritzendorf). Die Ortsstelle liegt im Bereich der Landgemeinde Barciany (Barten) im Powiat Kętrzyński (Kreis Rastenburg), bis 1998 der Woiwodschaft Olsztyn, seither der Woiwodschaft Ermland-Masuren zugehörig.

## Kirche
Bis 1945 war Friedrichshof in den Pfarrsprengel der Kirche Laggarben der vereinigten evangelischen Kirchengemeinden Laggarben-Dietrichsdorf (Garbno-Dzietrzychowo) in der Kirchenprovinz Ostpreußen der Kirche der Altpreußischen Union bzw. in die katholische Kirche St. Bruno in Insterburg (heute russisch Tschernjachowsk) im damaligen Bistum Ermland eingepfarrt.

## Verkehr
Zur Ortsstelle Oleszka führt ein unwegsamer Landweg, der Frączkowo (Fritzendorf) mit der Ortsstelle Koskajmy (Koskeim) und dem Dorf Gęsie Góry verbindet. Eine Bahnanbindung besteht nicht.